# Симптом Пастіа
Симптом Пастіа (англ. Pastia's symptom, Pastia's sign or Pastia lines) — діагностичний симптом при скарлатині та одній з клінічних форм псевдотуберкульозу. Являє собою петехіально-геморагічні елементи висипу, які локалізуються переважно в природних складках шкіри у вигляді лінійних темно-червоного, бурого чи фіолетового забарвлення елементів. Найкраще спостерігається у пахвовій ділянці, ліктьових згинах, пахових складках. Виникає іноді до початку основного висипання, але найбільше проявляється у період характерного дрібноплямистого висипу. Зберігається деякий час після щезнення основного висипу, пігментується і повністю зникає опісля лущення шкіри, яке відбувається при цих хворобах. 
Названий на честь румунського лікаря Костянтина Чессека Пастіа (рум. Constantin Chessec Pastia; роки життя 1883-1926). Також, переважно в англомовних країнах, симптом називають на честь британського лікаря Фредеріка Голланда Томсона (англ. Frederick Holland Thomson; роки життя 1867-1938). 